# Hans Günter Hardt
Hans Günter Hardt (* 4. Februar 1923 in Bonn; † 25. Mai 2017 in Hennef) war ein deutscher Politiker und Landtagsabgeordneter der CDU.

## Leben und Beruf
Nach dem Besuch der Volksschule und des Gymnasiums mit dem Abschluss Abitur studierte er Philosophie und Politik an den Universitäten Bonn, Denver (USA) und Nancy (Frankreich). 
Der CDU gehörte Hardt seit 1947 an. Er war in zahlreichen Parteigremien tätig, so u. a. Kreisvorsitzender des CDU-Kreisverbandes des Siegkreises. 

## Abgeordneter
Vom 21. Juli 1962 bis zum 25. Juli 1970 war Hardt Mitglied des Landtags des Landes Nordrhein-Westfalen. Er wurde jeweils in den Wahlkreisen 022 Siegkreis-Süd bzw. 024 Siegkreis I direkt gewählt. 
Dem Rat der Stadt Hennef und dem Kreistag des Rhein-Sieg-Kreises gehörte er ebenfalls zeitweise an.